# 罗浮镇 (兴宁市)
羅浮镇是中华人民共和国广东省梅州市兴宁市下辖的一个镇。，古稱司城，位於興寧北部，是廣東省中心鎮之一，處於廣東與江西交界，因而歷史上曾是集貿中心。該鎮距離市區54公里，全鎮總面積273平方公里，人口5萬3千多人，是離城鎮最遠及全市面積最大的一個鎮。下轄25個行政村和1個居委會。

## 行政区划
罗浮镇下辖以下地区：
罗浮社区、浮中村、浮北村、高坑村、浮西村、浮美村、塘社村、浮塘村、勤光村、浮南村、练优村、浮东村、澄联村、中坑村、徐田村、东星村、上下畲村、新南村、中和村、瑶兴村、蕉坑村、象湖村、岩前村、罗栋村、小佑村和岭南村。